# Brandhof (Hagenbüchach)
Brandhof (fränkisch: Brennershuf) ist ein Gemeindeteil der Gemeinde Hagenbüchach im Landkreis Neustadt an der Aisch-Bad Windsheim (Mittelfranken, Bayern). Brandhof liegt in der Gemarkung Bräuersdorf.

## Geografie
0,75 km südöstlich der Einöde liegt das Flurgebiet Seelweiher, 0,75 km nordöstlich Reutern und 0,75 km nördlich Hühnerleite. Die Kreisstraße NEA 8 führt nach Hagenbüchach (1,5 km östlich) bzw. zur Bundesstraße 8 (1,2 km nordwestlich). Eine Gemeindeverbindungsstraße führt nach Elgersdorf (0,3 km nordöstlich).

## Geschichte
Der Ort wurde ursprünglich „Brunwardshofsteten“ genannt, später „Brandershofstatt“ und 1790 erstmals „Brandhof“. Das Bestimmungswort des Ortsnamens ist der Personenname Brunward.
Gegen Ende des 18. Jahrhunderts gab es in Brandhof ein Anwesen. Das Hochgericht übte das brandenburg-bayreuthische Fraischvogteiamt Emskirchen-Hagenbüchach aus. Das Anwesen hatte das Vogtamt Hagenbüchach als Grundherrn.
Von 1797 bis 1810 unterstand der Ort dem Justizamt Markt Erlbach und Kammeramt Emskirchen. Im Rahmen des Gemeindeedikts wurde Brandhof dem 1811 gebildeten Steuerdistrikt Hagenbüchach und der 1813 gegründeten Ruralgemeinde Hagenbüchach zugeordnet. Mit dem Zweiten Gemeindeedikt (1818) wurde Brandhof in die neu gegründete Ruralgemeinde Bräuersdorf umgemeindet.
1937 erwarb der Bayerische Staat den Hof und wies ihn der Bayerischen Landesanstalt für Pflanzenbau und Pflanzenschutz als Versuchsbetrieb zu. 1971 übernahm die Vereinigung zur Förderung der Rinderzucht in Nordbayern 44 ha Land, um den Zuchtwert der Bullenkälber zu prüfen.
Am 1. Januar 1972 wurde Brandhof im Zuge der Gebietsreform in Bayern nach Hagenbüchach eingemeindet.

## Einwohnerentwicklung
| Jahr      | 001818 | 001840 | 001861 | 001871 | 001885 | 001900 | 001925 | 001950 | 001961 | 001970 | 001987 | 002010 | 002020 |
| Einwohner | 16     | 7      | 7      | 13     | 6      | 11     | 13     | 12     | 11     | 7      | 8      | 2      | 2      |
| Häuser    | 1      | 1      |        |        | 1      | 1      | 1      | 1      | 2      |        | 2      |        |        |
| Quelle    | [ 10 ] | [ 11 ] | [ 12 ] | [ 13 ] | [ 14 ] | [ 15 ] | [ 16 ] | [ 17 ] | [ 18 ] | [ 19 ] | [ 20 ] |        | [ 1 ]  |

## Baudenkmal
- Haus Nr. 1: Walmdachhaus[21]

## Religion
Der Ort ist evangelisch-lutherisch geprägt und bis heute nach St. Kilian (Hagenbüchach) gepfarrt. Die Einwohner römisch-katholischer Konfession waren ursprünglich nach St. Michael (Wilhermsdorf) gepfarrt, heute ist die Pfarrei St. Marien (Langenzenn) zuständig.